# Antonio Vega Tallés

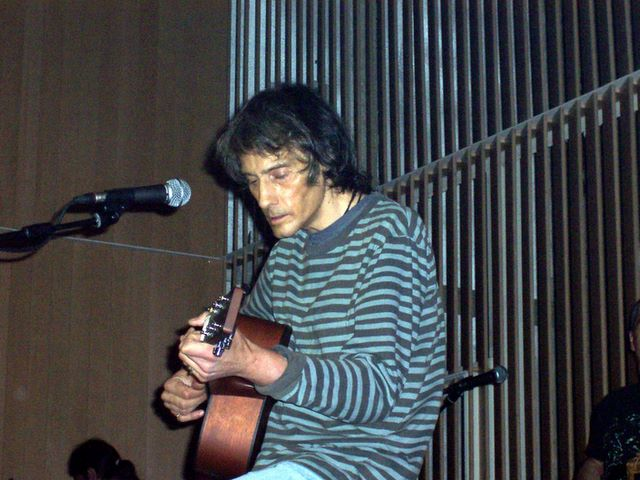
Antonio Vega

Antonio Vega Tallés (* 16. Dezember 1957 in Madrid; † 12. Mai 2009 in Majadahonda, Autonome Gemeinschaft Madrid) war ein spanischer Sänger, Gitarrist und Komponist.
Die von ihm 1978 mitbegründete Rockband Nacha Pop war in den 1980er-Jahren wesentlich beteiligt an der spanischen Kulturbewegung Movida madrileña. Mit dem Klassiker der spanischen Pop-Musik „Chica de Ayer“ wurde er einem breiten Publikum bekannt. Er brachte zusammen mit der Band zehn Alben heraus, darunter "Buena Disposición", "Más Números", "Una Décima de Segundo", "Dibujos animados" und "El Momento".
Seit 1988 war er als Solokünstler unterwegs. 2007 brachte er die Band Nacha Pop wieder zusammen.